# Грунгнір

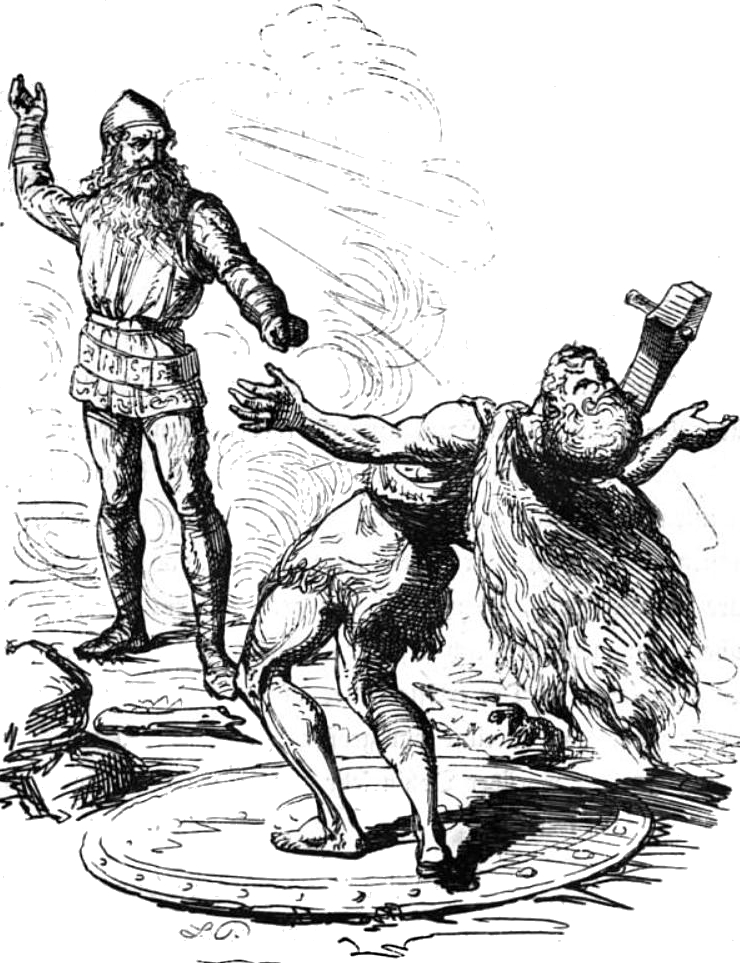
Сутичка Тора та Грунгніра

Грунгнір — в германо-скандинавській міфології велетень, князь Йотунгейму, володів Кам'яними Горами. Як й інші мешканці Кам'яних Гір мав кам'яну голову та серце. Вважався найсильнішим серед йотунів свого часу.

## Двобій з Тором
За легендами зустрів Одіна, який гуляв на своєму коні — Слейпнірі, й заклався з ним, що обжене восьминогого коня на своєму чотириногому (Гулльфаксі). Кінь Грунгніра майже не відставав від Слейпніра, й коли гонитва закінчилася біля воріт Асгарду, Одін запросив йотуна розділити з асами обід. Не зважаючи на свої великі розміри, велетень швидко захмелів й почав вихвалятися. Коли він пообіцяв зруйнувати Асгард та стати правителем замість асів, ті закликали на допомогу Тора. Позаяк Грунгнір був беззбройним — він викликав Тора на двобій, який відбувся за три дні. Готуючись до двобою, велетні виготовили Грунгнірові щит, який мав би захистити його від молоту Тора. Легенда оповідає наступне:
Триста велетнів одразу ж взялися до роботи, й на ранок третього дня такий щит вже був готовий. Він був зроблений з найтовстіших дубових стовпів, а зверху облицьований обточеними гранітними брилами розміром з два селянські будинки кожна.
Крім того, велетні зліпили з глини велетня Моккуркальфі на допомогу Грунгнірові. Тьяльфі, служка Тора, відволік Грунгніра й той пропустив появу аса. Побачивши ворога, Тор здалеку кинув у нього молот, але велетень майже одночасно встиг кинути в бога грому свою зброю. Кремінна палиця Грунгніра зіштовхнулася в повітрі з Мйольніром й розбилася вдрузки. Один з уламків влучив у лоб Торові. Втративши свідомість, бог грому хитнувся й упав з колісниці просто під ноги велетню. Але Грунгнір не встиг навіть порадіти своїй перемозі: розбивши палицю велетня, Мьйольнір з такою силою впав на гранітну голову володаря Кам'яних Гір, що розколов її навпіл й велетень важко впав на тіло свого ворога, притиснувши коліном його горло. Тим часом вірний служник Тора з мечем у руці кинувся на Моккуркальфі. Їх сутичка продовжувалася також недовго. Глиняний велетень щойно побачив бога грому, затремтів як осиковий листок й після декількох ударів розсипався на уламки. Тьяльфі, побачивши, що трапилось з Тором, застрибнув у колісницю аса й привіз з Асгарду Одіна та всіх інших. Але аси не змогли навіть підійняти ногу велетня. Лише Магні, син Тора від велетунки Ярнсакси, який прийшов на місце битви, зміг звільнити Тора.